# Tom Glavine
Thomas Michael „Tom“ Glavine (* 25. März 1966 in Concord, Massachusetts) ist ein ehemaliger US-amerikanischer Baseballspieler mit der Position des Pitchers. Er startete seine Profikarriere in der Major League Baseball (MLB) im Jahr 1987 bei den Atlanta Braves, mit denen er 1995 die World Series gewinnen konnte. Zudem wurde er in diesem Jahr zum MVP der World Series gewählt. 2003 wechselte Glavine zu den New York Mets und kehrt 2008 wieder zu seinem alten Team zurück. Er wurde zweimal mit dem Cy Young Award für den Besten Pitcher der Liga ausgezeichnet und ist erst der fünfte Linkshänder der 300 Spiele in seiner Karriere gewonnen hat. Am 3. Juni 2009 stellten die Braves Glavine frei, worauf dieser seinen Rücktritt vom aktiven Sport bekanntgab.
Vor seiner Zeit am College galt Glavine zudem als talentierter Eishockeyspieler und wurde im NHL Entry Draft 1984 in der vierten Runde an Position 69 (noch vor den späteren NHL Superstars Brett Hull und Luc Robitaille) von den Los Angeles Kings ausgewählt, zog aber eine Baseball-Karriere vor.